# Джуліан Швінгер
Джуліан Сеймур Швінгер (12 лютого, 1918 Нью-Йорк, США — 16 липня, 1994, Лос-Анджелес, США) — американський фізик-теоретик, лауреат Нобелівської премії з фізики 1965 року (разом з Синітіро Томонагою і Річардом Фейнманом), відомий через створення теорії квантової електродинаміки (КЕД), зокрема через формулювання релятивістськи-інваріантної теорії збурень та через ренормалізацію КЕД.

## Біографія
Швінгер написав свою першу наукову публікацію у віці 16 років. Він навчався в Колумбійському університеті, де його науковим керівником був Ісидор Рабі. Він працював в Каліфорнійському університеті у Берклі та в університеті Пердью. Під час Другої світової війни працював над теоретичними задачами для радарів. Після війни від 1945 до 1974 року викладав в Гарвардському університеті. В цей час він розвинув поняття ренормалізації, що дозволило пояснити Лембів зсув. Він також зрозумів, що повинно існувати декілька різновидів нейтрино, які відповідали б  різним лептонам. Від 1974 року працював в Каліфорнійському університеті в Лос-Анджелесі. Чотири учні Швінгера стали лауреатами Нобелівської премії: Рой Глаубер, Бен Рой Моттелсон, Шелдон Лі Ґлешоу та Волтер Кон.

## Названо його ім'ям
- Рівняння Швінгера
- Рівняння Ліппманна — Швінгера

## Нагороди
- Премія природи світла (1949, Національна академія наук США)
- Нагорода Альберта Ейнштейна (1951)
- Почесний доктор наук університету Пердью (1961) і Гарвардського університету (1962)
- Національна наукова медаль США (1964)
- Нобелівська премія з фізики (1965)